# Commissione Agricoltura della Camera dei deputati
La Commissione permanente XIII Agricoltura è un organo della Camera dei deputati della Repubblica italiana.

## Funzione
La XIII Commissione ha competenza per i disegni di legge riguardanti le specifiche materie dell'ordinamento sui servizi del Ministero delle politiche agricole alimentari e forestali, nonché per i disegni di legge riguardanti la materia sull'agricoltura, sulle risorse forestali, sulla caccia, sulla zootecnia e sulla pesca.

## Composizione
La Commissione è composta da 27 deputati (di cui due segretari, due vicepresidenti e un presidente) scelti in modo omogeneo tra i componenti della Camera dei deputati, in modo da rispecchiarne le forze politiche presenti. Essi sono scelti dai gruppi parlamentari (e non dal Presidente, come invece accade per l'organismo della Giunta parlamentare): per la nomina dei membri ciascun Gruppo, entro cinque giorni dalla propria costituzione, procede, dandone comunicazione alla Presidenza della Camera, alla designazione dei propri rappresentanti nelle singole Commissioni permanenti.
Ogni deputato chiamato a far parte del governo o eletto presidente della Commissione è, per la durata della carica, sostituito dal suo gruppo nella Commissione con un altro deputato, che continuerà ad appartenere anche alla Commissione di provenienza. Tranne in rari casi nessun Deputato può essere assegnato a più di una Commissione permanente. Le Commissioni permanenti sono rinnovate dopo il primo biennio della legislatura ed i loro componenti possono essere confermati, ma i gruppi parlamentari possono cambiare i propri membri autonomamente in qualsiasi momento, sostituendoli, aggiungendoli o rimuovendoli, modificando di conseguenza anche il numero totale dei componenti della Commissione.

## Presidenti
| N°                                       | Presidente     | Presidente     | Presidente                            | Gruppo parlamentare                                         | Mandato         | Mandato         | Legislatura  |
| N°                                       | Presidente     | Presidente     | Presidente                            | Gruppo parlamentare                                         | Inizio          | Fine            | Legislatura  |
| ---------------------------------------- | -------------- | -------------- | ------------------------------------- | ----------------------------------------------------------- | --------------- | --------------- | ------------ |
| IX Agricoltura e foreste - alimentazione |                |                |                                       |                                                             |                 |                 |              |
| 1                                        |                |                | Francesco Maria Dominedò (1903-1948)  | Democratico cristiano                                       | 15 giugno 1948  | 27 gennaio 1950 | I (1948)     |
| 2                                        |                |                | Pietro Germani (1903-1970)            | Democratico cristiano                                       | 27 gennaio 1950 | 24 giugno 1953  | I (1948)     |
| 2                                        | 1º luglio 1953 | 11 giugno 1958 | Pietro Germani (1903-1970)            | Democratico cristiano                                       | II (1953)       |                 |              |
| XI Agricoltura e foreste                 |                |                |                                       |                                                             |                 |                 |              |
| -                                        |                |                | Pietro Germani (1903-1970)            | Democratico cristiano                                       | 30 luglio 1958  | 15 maggio 1963  | III (1958)   |
| 3                                        |                |                | Giuseppe Belotti (1908-2005)          | Democratico cristiano                                       | 12 luglio 1963  | 8 dicembre 1963 | IV (1963)    |
| 4                                        |                |                | Giacomo Sedati (1921-1984)            | Democratico cristiano                                       | 21 gennaio 1964 | 4 giugno 1968   | IV (1963)    |
| 5                                        |                |                | Ferdinando Truzzi (1909-2010)         | Democrazia Cristiana                                        | 11 luglio 1968  | 24 maggio 1972  | V (1968)     |
| 5                                        | 11 luglio 1972 | 4 luglio 1976  | Ferdinando Truzzi (1909-2010)         | Democrazia Cristiana                                        | VI (1972)       |                 |              |
| 6                                        |                |                | Franco Bortolani (1921-2004)          | Democrazia Cristiana                                        | 27 luglio 1976  | 19 giugno 1979  | VII (1976)   |
| XI Agricolture e foreste                 |                |                |                                       |                                                             |                 |                 |              |
| -                                        |                |                | Franco Bortolani (1921-2004)          | Democrazia Cristiana                                        | 11 luglio 1979  | 11 luglio 1983  | VIII (1979)  |
| XI Agricoltura e foreste                 |                |                |                                       |                                                             |                 |                 |              |
| 7                                        |                |                | Mario Campagnoli (1935-2002)          | Democrazia Cristiana                                        | 11 agosto 1983  | 1º luglio 1987  | IX (1983)    |
| XIII Agricoltura                         |                |                |                                       |                                                             |                 |                 |              |
| -                                        |                |                | Mario Campagnoli (1935-2002)          | Democratico cristiano                                       | 4 agosto 1987   | 22 aprile 1992  | X (1987)     |
| 8                                        |                |                | Francesco Bruni (1929-2024)           | Democratico cristiano - Partito Popolare Italiano           | 17 giugno 1992  | 14 aprile 1994  | XI (1992)    |
| 9                                        |                |                | Alberto Lembo (1944-2022)             | Lega Nord                                                   | 25 maggio 1994  | 8 maggio 1996   | XII (1994)   |
| 10                                       |                |                | Alfonso Pecoraro Scanio (1959)        | Misto (1996-1997) Misto - Verdi - L'Ulivo (1997-2000)       | 4 giugno 1996   | 25 aprile 2000  | XIII (1996)  |
| 11                                       |                |                | Francesco Ferrari (1946-2022)         | Popolari Democratici - L'Ulivo                              | 31 maggio 2000  | 29 maggio 2001  | XIII (1996)  |
| 12                                       |                |                | Giacomo De Ghislanzoni Cardoli (1946) | Forza Italia                                                | 21 giugno 2001  | 27 aprile 2006  | XIV (2001)   |
| 13                                       |                |                | Marco Lion (1956)                     | Verdi                                                       | 6 giugno 2006   | 28 aprile 2008  | XV (2006)    |
| 14                                       |                |                | Paolo Russo (1960)                    | Popolo della Libertà                                        | 22 maggio 2008  | 14 marzo 2013   | XVI (2008)   |
| 15                                       |                |                | Luca Sani (1965)                      | Partito Democratico                                         | 7 maggio 2013   | 22 marzo 2018   | XVII (2013)  |
| 16                                       |                |                | Filippo Gallinella (1979)             | MoVimento 5 Stelle (2018-2022) Insieme per il Futuro (2022) | 21 giugno 2018  | 12 ottobre 2022 | XVIII (2018) |
| 17                                       |                |                | Mirco Carloni (1981)                  | Lega - Salvini Premier                                      | 9 novembre 2022 | in carica       | XIX (2022)   |

## Composizione nella XIX legislatura (2022 -in corso)
Elenco dei membri a settembre 2024
| Gruppo parlamentare                                         | Gruppo parlamentare                                     | Deputato                                |
| ----------------------------------------------------------- | ------------------------------------------------------- | --------------------------------------- |
|                                                             | Lega - Salvini Premier                                  | Mirco Carloni (presidente)              |
|                                                             | Fratelli d'Italia                                       | Maria Cristina Caretta (vicepresidente) |
|                                                             | Italia Viva-Il Centro-Renew Europe                      | Maria Chiara Gadda (vicepresidente)     |
|                                                             | Forza Italia - Berlusconi Presidente - PPE              | Raffaele Nevi (segretario)              |
|                                                             | Partito Democratico - Italia Democratica e Progressista | Andrea Rossi (segretario)               |
|                                                             | Fratelli d'Italia                                       | Cristina Almici                         |
| Marco Cerreto                                               | Fratelli d'Italia                                       |                                         |
| Monica Ciaburro (in sostituzione di Francesco Lollobrigida) | Fratelli d'Italia                                       |                                         |
| Chiara La Porta                                             | Fratelli d'Italia                                       |                                         |
| Giandonato La Salandra                                      | Fratelli d'Italia                                       |                                         |
| Mauro Malaguti                                              | Fratelli d'Italia                                       |                                         |
| Marina Marchetto Aliprandi                                  | Fratelli d'Italia                                       |                                         |
|                                                             | Partito Democratico - Italia Democratica e Progressista | Antonella Forattini                     |
| Maria Stefania Marino                                       | Partito Democratico - Italia Democratica e Progressista |                                         |
| Nadia Romeo                                                 | Partito Democratico - Italia Democratica e Progressista |                                         |
| Stefano Vaccari                                             | Partito Democratico - Italia Democratica e Progressista |                                         |
|                                                             | Lega - Salvini Premier                                  | Davide Bergamini                        |
| Francesco Bruzzone                                          | Lega - Salvini Premier                                  |                                         |
| Riccardo Molinari                                           | Lega - Salvini Premier                                  |                                         |
| Attilio Pierro                                              | Lega - Salvini Premier                                  |                                         |
|                                                             | MoVimento 5 Stelle                                      | Alessandro Caramiello                   |
| Susanna Cherchi                                             | MoVimento 5 Stelle                                      |                                         |
| Sergio Costa                                                | MoVimento 5 Stelle                                      |                                         |
|                                                             | Forza Italia - Berlusconi Presidente - PPE              | Giovanni Arruzzolo                      |
| Giuseppe Castiglione                                        | Forza Italia - Berlusconi Presidente - PPE              |                                         |
| Giandiego Gatta                                             | Forza Italia - Berlusconi Presidente - PPE              |                                         |
|                                                             | Misto-Minoranze linguistiche                            | Manfred Schullian                       |